# Amari'i Bell
Amari'i Kyren Bell (Burton upon Trent, 5 mei 1994) is een Engels-Jamaicaans voetballer die doorgaans als linksback speelt. Hij verruilde Blackburn Rovers in juli voor Luton Town. Bell debuteerde in 2021 in het Jamaicaans voetbalelftal.

## Clubcarrière
Bell stroomde in 2013 door vanuit de jeugd van Birmingham City. Hij stond hier onder contract tot juli 2015, maar bracht die jaren vooral door op huurbasis bij een vijftal team in de Conference Premier, de League Two en de League One. Daarna verruilde hij Birmingham transfervrij voor Fleetwood Town. Hier maakte coach Graham Alexander hem meteen basisspeler.
Bell speelde in 2,5 jaar 115 wedstrijden voor Fleetwoord Town in de League One. Hij verruilde dat in januari 2018 voor het hoger geklasseerde Blackburn Rovers. Hij promoveerde een half jaar later met zijn nieuwe club naar de Championship. Bell was in 2018/19 basisspeler bij Blackcburn, maar verloor die status het seizoen daarna. Hij ging in juli 2021 transfervrij weg.
Na zijn vertrek bij Blackburn tekende Bell bij Luton Town. Zo bleef hij actief in de Championship. Coach Nathan Jones zette hem meteen in zijn basiselftal. Hij werd als zodanig in 2021/22 zesde met Luton Town. Zijn team mocht hierdoor deelnemen aan de play-offs voor promotie naar de Premier League. Huddersfield Town versperde daarin de weg. Bell speelde in 2022/23 op één na alle speelronden en werd deze keer derde met Luton Town. Zijn ploeggenoten en hij promoveerden daarna in de play-offs voor het eerst in de clubhistorie naar de Premier League.

## Interlandcarrière
Bell debuteerde op 25 maart 2021 in het Jamaicaans voetbalelftal. Hij kwam voor dit land in aanmerking omdat zijn grootouders hier werden geboren. Bondscoach Theodore Whitmore gaf hem meteen een basisplaats tijdens een oefeninterland tegen Amerika. Vier maanden later mocht hij ook mee naar de Gold Cup 2021. Hierop kwam hij in alle drie de groepswedstrijden van Jamaica in actie. Na de Gold Cup werd Bell bijna een jaar niet meer opgeroepen. Interim-bondscoach Paul Hall haalde hem in juni terug bij de selectie voor wedstrijden in de CONCACAF Nations League. Bondscoach Heimir Hallgrímsson nam Bell mee naar de Gold Cup 2023. Zijn ploeggenoten en hij bereikten deze keer de halve finale. Bell besliste de kwartfinale tegen Guatemala door het enige doelpunt van de wedstrijd te maken.
1 Shea ·
2 Walters ·
3 Bell ·
4 Lockyer  ·
5 Andersen ·
6 McGuinness ·
7 Moses ·
8 Krauß ·
9 Morris ·
10 Woodrow ·
11 Adebayo ·
13 Nakamba ·
14 Chong ·
15 Mengi ·
16 Burke ·
17 Mpanzu ·
18 Clark ·
19 Brown ·
20 Walsh ·
23 Krul ·
24 Kaminski ·
25 Taylor ·
26 Baptiste ·
27 Hashioka ·
29 Holmes ·
45 Doughty ·
Coach: Edwards